# Къркъмски чал
Къркъмски чал е връх в Пирин планина. Разположен е в северния пирински дял, на едно от североизточните разклонения на страничното Тодорино било. Висок е 2410 метра.